# Bad Idea (bài hát của Ariana Grande)
"Bad Idea" (cách điệu bằng việc viết thường tất cả các chữ cái) là một bài hát của nữ ca sĩ người Mỹ Ariana Grande, trích từ album phòng thu thứ năm của cô, Thank U, Next (2019). Với Grande, Peter Svensson và Savan Kotecha giữ vai trò sáng tác còn Max Martin và Ilya Salmanzadeh chịu trách nhiệm sản xuất, ca khúc thuộc thể loại EDM và trap này nói về việc sử dụng ai đó để quên đi một mối tình cũ trong quá khứ.
Một số nhà phê bình khen ngợi phần biên soạn của ca khúc, trong khi những người khác nhận xét bài hát quá giống với "Somebody That I Used to Know" của Gotye và Kimbra. Sau khi phát hành Thank U, Next, "Bad Idea" đã lọt vào top 10 ở Hungary, Hy Lạp, Litva và Slovakia và top 30 tại Bồ Đào Nha, Canada, Đan Mạch, Hoa Kỳ, Ireland, Singapore và Úc. Grande đã đưa ca khúc vào danh sách các bài hát biểu diễn trực tiếp tại Sweetener World Tour năm 2019. Cũng trong năm đó, cô biểu diễn ca khúc tại hai lễ hội âm nhạc Coachella Valley Music and Arts Festival và Lollapalooza.

## Bối cảnh

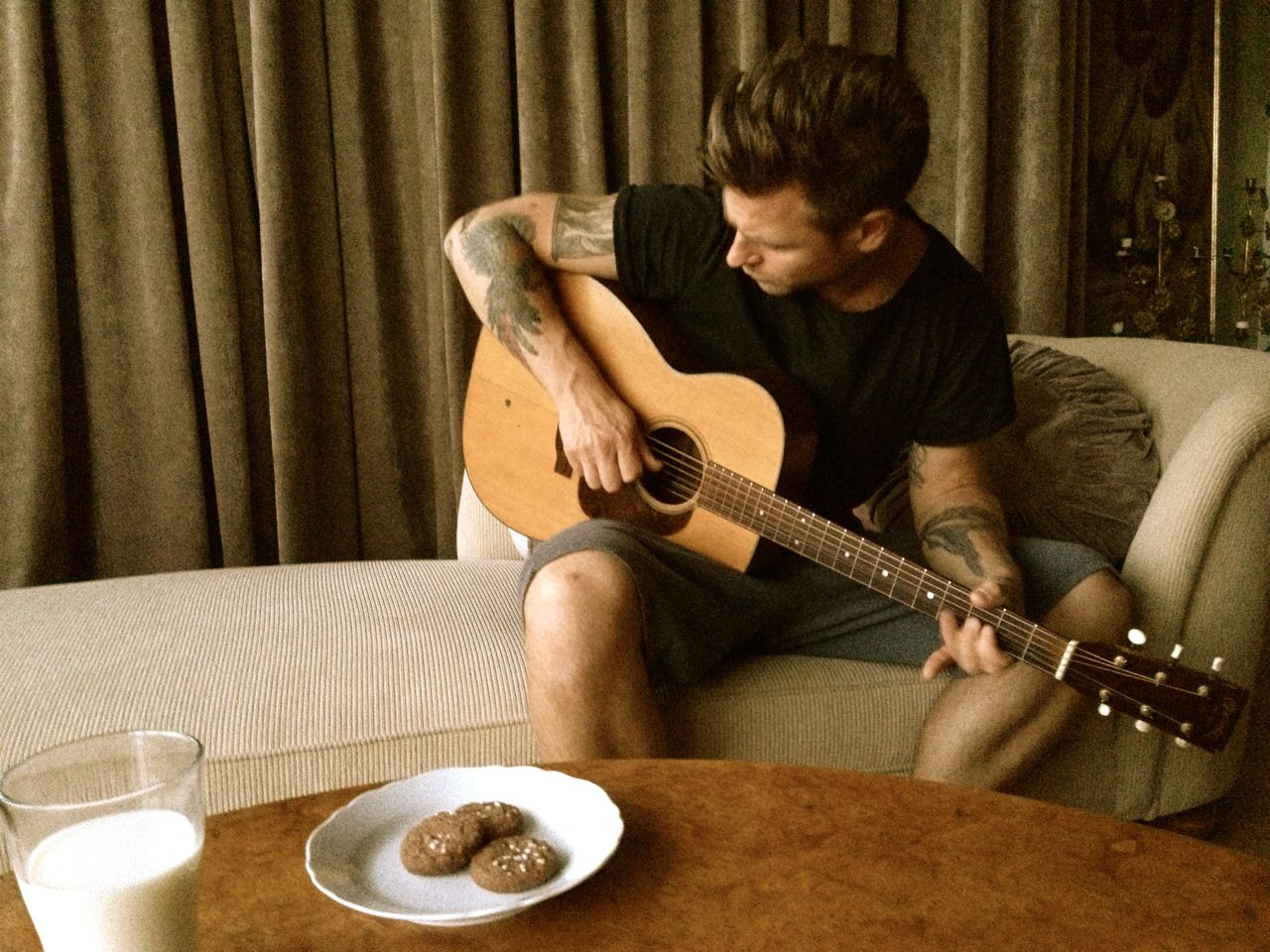
Peter Svensson là đồng tác giả của "Bad Idea".

"Bad Idea" do Ariana Grande, Peter Svensson và Savan Kotecha tham gia đồng sáng tác, còn Max Martin và Ilya Salmanzadeh chịu trách nhiệm sản xuất. Quá trình thu âm được thực hiện tại hai phòng thu: MXM Studios ở Los Angeles, California và Wolf Cousins Studios ở Stockholm, Thụy Điển. Theo Kotecha, trong quá trình phát triển Thank U, Next, họ đã tiến hành thử nghiệm những thứ mà Grande chưa từng làm trước đó. Để phù hợp với ý tưởng này, anh muốn tạo ra một bài hát với giai điệu lấy cảm hứng từ ban nhạc người Anh The Police, kết hợp với giai điệu trap. Svensson, cựu thành viên ban nhạc The Cardigans, đã giúp phân nhịp câu thứ hai và tạo ra đoạn riff guitar mở đầu ca khúc với Ilya. Sau đó, Kotecha, Grande và Martin phụ trách việc sửa các giai điệu. Ilya thêm phần nhạc không lời ở cuối bài, sau đó đoạn nhạc này đã được Grande quyết định kéo dài ra.
Martin và Salmanzadeh đã hợp tác để lập trình ca khúc cũng như chơi guitar, bass, trống và keyboard. Cả hai còn cùng nhau chơi bộ dây với Mattias Bylund, trong khi David Bukovinsky chơi cello còn Mattias Johansson chơi vĩ cầm (Mattias từng hợp tác với Grande trong album phòng thu thứ ba của cô Dangerous Woman). Grande là người hát chính trong ca khúc. Sam Holland là đảm nhiệm việc chỉnh sửa kỹ thuật âm thanh cùng với sự hỗ trợ của bộ đôi Cory Byce–Jeremy Lertola. Serban Ghenea đảm nhiệm việc phối khí với sự giúp đỡ của John Hanes tại phòng thu MixStar Studios tọa lạc ở Virginia Beach, Virginia. Randy Merrill là người chịu trách nhiệm xử lý hậu kỳ tại Sterling Sound Studios ở Thành phố New York.

## Sáng tác
Về mặt âm nhạc, "Bad Idea" là một ca khúc EDM và trap với thời lượng dài 4 phút 27 giây. Ca khúc được sáng tác ở khóa Mi giáng thứ và đặt ở số chỉ nhịp thông thường với tiết tấu vừa phải 138 nhịp mỗi phút. Giọng hát của Grande nằm trong khoảng thanh âm từ nốt trầm E♭3 đến nốt cao A♭5. "Bad Idea" khởi đầu với một khúc riff guitar và "giai điệu du dương" trong phần điệp khúc kèm theo những ad-lib và tiếng vang. Trong bài hát, Grande còn thay đổi tông giọng của mình khi hát tên ca khúc. Cô cũng ví bản thân mình là "Ari-chan" trong đoạn điệp khúc. Theo Rachel Handler từ tờ Vulture và Mekishana Pierre của PopSugar, cách xưng hô này thể hiện sự ngưỡng mộ của nữ ca sĩ với văn hóa Nhật Bản. Một dàn nhạc giao hưởng trình bày trong đoạn đầu điệp khúc thứ hai, rồi đến điệp khúc thứ ba khi nữ danh ca hát tựa đề "Bad Idea" ở hai nốt cao hơn. Bài hát khép lại với phần kết thúc theo kỹ thuật chopped and screwed, giọng hát của Grande dần chậm lại và cao hơn.
Về phương diện ca từ, Grande đã đề cập đến việc dùng ai đó để quên đi một mối tình cũ trong quá khứ như đã được thể hiện trong điệp khúc "Yeah, I'ma call you over here to numb the pain / I got a bad idea, forget about it, yeah, forget about him, yeah / Forget about me". Raúl Guillén của trang web Tây Ban Nha Jenesaispop nhấn mạnh rằng trong phiên khúc thứ hai, nữ ca sĩ "tuyệt vọng" muốn làm vơi đi nỗi đau với người không mong đợi sự cam kết từ cô ấy. "Need somebody, gimme something I can feel / But, boy, don't trip, you know this isn't real / You should know I'm temporary". Các tạp chí, bao gồm The Indianapolis Star, The Atlantic và The Hollywood Reporter, thì thấy ca khúc có những điểm tương đồng với tác phẩm "Somebody That I Used to Know" của Gotye và Kimbra. Cây guitar của ban nhạc Sleeping with Sirens, Nick Martin cũng chỉ ra điều này trên tài khoản Twitter cá nhân.

## Đánh giá chuyên môn
Trong bài đánh giá năm 2019 mang tên "Every Ariana Grande Song, Ranked: Critic's Picks", cây viết Richard S. He từ tạp chí Billboard đã xếp bài hát ở vị trí số 32 trong danh sách. Estelle Tang từ tờ Elle nhận xét "Bad Idea" là bài hát hay nhất trong Thank U, Next, trong khi Juan Manuel Pairone từ La Voz del Inter so sánh ca khúc với âm nhạc của nữ ca sĩ Taylor Swift. Mathew Rodriquez viết trên tờ Out: "Việc Grande có thể hát là một điều chắc chắn, nhưng 'Bad Idea' giống như một lời nhắc nhở rằng cô ấy không chỉ là một ca sĩ có thể lên [nốt] cao mà [cô ấy còn] là một giọng ca có khả năng diễn xuất." Anh ấy viết thêm rằng bài hát có "chất giọng giàu năng lượng nhất trong album". Jon Caramanica của nhật báo The New York Times cho rằng ca khúc thật "sống động" và mang "nét gấp rút tuyệt vời của nhạc pop cuối thập niên 1980". Kitty Empire của tạp chí The Guardian gọi bài hát là "hấp dẫn" và "minx", đồng thời nói thêm rằng ca khúc "tái giới thiệu ý tưởng Grande là một người phụ nữ nguy hiểm". Tác giả Raúl Guillén trên Jenesaispop đã viết một bài đánh giá chi tiết về ca khúc. Trong đó, anh ca ngợi cấu trúc, các mảng nhạc khí giao hưởng, ad-lib và phần điệp khúc. Anh đề cao tầm quan trọng của ca khúc trong album khi nói rằng bài hát "tỏa sáng ngay lập tức" và là một trong những khoảnh khắc tuyệt nhất trong album. Anh kết thúc bài viết của mình bằng việc nhấn mạnh rằng bài hát đã chứng minh sự hợp tác giữa Grande và Max Martin vẫn là "một ý tưởng tốt".
Trong một bài đánh giá ở mức trung bình, Jonny Coleman từ tạp chí The Hollywood Reporter đã so sánh ca khúc với "Somebody That I Used to Know" của Gotye và Kimbra và thấy rằng "phần breakdown nhạc trap giao hưởng kỳ lạ" trong bài hát là một "ý tưởng khá tồi". Cây bút của The Atlantic, Spencer Kornhaber, thì cho rằng "Bad Idea" có khả năng trở thành một bài hit nhạc pop, tuy nhiên anh vẫn coi nó như bản sao của "Somebody That I Used to Know". Kristin Smith lại chọn chủ đề ca khúc là một trong số những "nội dung đáng bị chỉ trích" của Thank U, Next.

## Diễn biến thương mại
Ngày 12 tháng 2 năm 2019, tức vài ngày sau khi phát hành Thank U, Next, "Bad Idea" là bài hát có số lượt stream nhiều thứ 9 thế giới trên Spotify và là một trong 8 ca khúc của Grande lọt vào top 11 trên bảng xếp hạng toàn cầu của nền tảng trực tuyến này. "Bad Idea" cuối cùng đã lọt vào bảng xếp hạng ở một số quốc gia. Ca khúc ra mắt ở vị trí số 27 trên Billboard Hot 100 của Hoa Kỳ vào ngày 23 tháng 2; đây là một trong 11 bài hát của Grande nằm trong top 40 của tuần đó. Với thành tích này, cô trở thành nữ nghệ sĩ có nhiều bài hát nhất trong một album cùng lọt vào top 40, vượt qua kỷ lục 9 ca khúc mà Cardi B từng sở hữu vào ngày 21 tháng 4 năm 2018. Tuần kế tiếp, ca khúc rơi xuống vị trí số 55. "Bad Idea" ra mắt trên Canadian Hot 100 ở vị trí số 22 vào ngày 23 tháng 2 và tụt xuống hạng 51 vào tuần tiếp theo. Ở tuần kế tiếp ca khúc rớt xuống hạng 51.
Tại Hy Lạp, "Bad Idea" ra mắt ở vị trí số 9 trong phiên bản thứ sáu của Digital Singles Chart International 2019. Ca khúc giành hạng cao nhất – hạng 8 vào tuần tiếp theo và rơi xuống vị trí số 17 trong phiên bản kế tiếp. Ca khúc có tổng cộng 5 tuần hiện diện trên bảng xếp hạng. Tại Slovakia, "Bad Idea" đứng ở vị trí thứ 9 trên Singles Digitál Top 100 ở tuần 7 năm 2019 và rớt xuống vị trí số 36 trong phiên bản tiếp theo. Tại Hungary, bài hát lần lượt ra mắt ở vị trí số 9 và 40 trên các bảng xếp hạng Streaming và Sales vào ngày 14 tháng 2. Tuần tiếp theo, ca khúc rớt xuống hạng 28 về lượt stream và bị đẩy ra khỏi bảng xếp hạng doanh số. Tại Ireland, "Bad Idea" lọt vào Irish Singles Chart ở vị trí thứ 13 vào ngày 22 tháng 2 và rơi xuống vị trí số 20 trong tuần kế tiếp. Tại Anh Quốc, ca khúc lần lượt đứng ở vị trí 12 và 54 trên các bảng xếp hạng Audio Streaming và Download vào ngày 15 tháng 2. Tuần tiếp theo, bài hát rơi xuống vị trí thứ 21 trên bảng xếp hạng Audio Streaming và rớt khỏi bảng xếp hạng Download. "Bad Idea" nắm giữ vị trí thứ 21 trên ARIA Singles Chart của Úc vào ngày 16 tháng 2 và tụt xuống vị trí số 42 trong tuần kế tiếp. Tại Litva, "Bad Idea" nằm ở vị trí thứ 7 trên Singlų Top 100.

## Biểu diễn trực tiếp và remix

Ariana Grande trong Sweetener World Tour năm 2019.

"Bad Idea" đã được đưa vào danh sách ca khúc biểu diễn trong chuyến lưu diễn Sweetener World Tour của Grande khởi động năm 2019. Trong lúc biểu diễn ca khúc, nữ ca sĩ mặc một bộ trang phục màu đỏ (trang phục màu tím cho các chương trình sau này) với ánh sáng đỏ mờ chiếu lên sân khấu khi cô nhảy với các vũ công phụ họa. Màn vũ đạo cho thấy cô từ chối một người đàn ông và ôm một người phụ nữ. Cây bút Brittany Spanos từ tờ Rolling Stone cho rằng Grande đã sử dụng "vũ đạo vui tươi, đậm chất tường thuật và thể hiện một vai độc ác, nguy hiểm hơn của bản thân." Celia Almedia của Miami New Times viết bài đánh giá buổi trình diễn tại American Airlines Arena ở Miami và nói rằng Grande đã thể hiện bài hát với "năng lượng cao", nhưng lưu ý cô "cố gắng để nổi bật giữa một dàn vũ công phụ họa, đạo cụ và thói quen nhảy vụng về". Almedia cũng chỉ ra rằng Grande là một giọng ca tài năng hơn là vũ công. David Lindquist của tờ The Indianapolis Star nhận định rằng nữ danh ca đã khai mở "đỉnh cao âm vực của bản thân theo cách hiếm gặp tại một buổi trình diễn trên sân vận động" trong buổi hòa nhạc của cô tại Bankers Life Fieldhouse ở Indianapolis.
Grande đã biểu diễn "Bad Idea" tại nhạc hội Coachella Valley Music and Arts Festival vào cuối tuần đầu tiên của phiên bản 2019. Cô trình diễn bài hát sau "Raindrops (An Angel Cried)" và "God Is a Woman" trong một khung cảnh tối tăm có chủ đề không gian được bao quanh bởi các vũ công phụ họa. John Flynn của Consequence of Sound thấy rằng màn trình diễn ba bài hát của cô không hề thu hút sự chú ý của khán giả mà đa số xem trên iPhone. Cây viết Mikael Wood của tờ Los Angeles Times cho rằng các vũ công phụ họa của cô đã quay cuồng "một cách thô tục như bất kỳ người hâm mộ NIN nào có thể muốn". Courtney E. Smith trên Refinery29 nói "Bad Idea" "đã khởi động nửa đầu của một buổi diễn mà chẳng mang dấu ấn của một buổi hòa nhạc pop ở mức trung bình. Sân khấu được dựng tối và mang chủ đề không gian đến bất ngờ trong khi [Grande] mờ nhạt so với các vũ công và không hề có sự nổi bật nào, chỉ có ánh sáng phản chiếu từ chiếc highlighter chạy một đường sắc nét xuống gò má của cô ấy." Grande còn đưa màn trình diễn trực tiếp bài hát trong chuyến lưu diễn vào album trực tiếp đầu tiên của nữ ca sĩ mang tên K Bye for Now (SWT Live) (2019).
"Bad Idea" là bài hát thứ hai được Grande thể hiện tại buổi hòa nhạc Lollapalooza 2019 ở Chicago. Tại đây cô đã gặp phải một số sự cố khi suýt ngã trên đường đi xuống từ một sàn nâng cao và sau đó không thể hát ca khúc với headset của mình. Tuy nhiên, cô đã tiếp tục phần trình diễn bằng microphone cầm tay và tham gia vào màn vũ đạo cùng các vũ công phụ họa. Piet Levy của Milwaukee Journal Sentinel khen ngợi cách xử lý tình huống của nữ ca sĩ, thấy rằng "sự bình tĩnh đáng kinh ngạc của cô ấy đã chứng minh tại sao Grande là một trong những ngôi sao nhạc pop sáng giá nhất hiện nay của chúng ta."
"Bad Idea" đã được remix bởi Eddie Martinez. Trong một bài đánh giá tích cực trên tạp chí Instinct, Michael Cook nói rằng bản remix có phong cách house "u ám và nặng nề hơn" so với bản gốc và phù hợp với các hộp đêm.

## Ghi công và thực hiện
Thông tin được lấy từ ghi chú album của Thank U, Next và Tidal.
Địa điểm
- Thu âm tại MXM Studios ở Los Angeles, California và Wolf Cousins Studios ở Stockholm, Thụy Điển.
- Phối khí tại MixStar Studios ở Virginia Beach, Virginia.
- Hoàn thiện âm thanh tại Sterling Sound Studios ở Thành phố New York.

Đội ngũ thực hiện
- Hát chính – Ariana Grande
- Sáng tác – Ariana Grande, Peter Svensson, Savan Kotecha, Max Martin, Ilya Salmanzadeh
- Sản xuất – Max Martin, Ilya Salmanzadeh
- Lập trình – Max Martin, Ilya Salmanzadeh
- Phối khí – Serban Ghenea
- Trợ lý phối khí – John Hanes
- Kỹ thuật âm thanh – Sam Holland
- Trợ lý kỹ thuật âm thanh – Cory Byce, Jeremy Lertola
- Hoàn thiện âm thanh – Randy Merrill
- Sản xuất giọng hát – Ariana Grande
- Guitar – Max Martin, Ilya Salmanzadeh
- Bass – Max Martin, Ilya Salmanzadeh
- Trống – Max Martin, Ilya Salmanzadeh
- Keyboard – Max Martin, Ilya Salmanzadeh
- Dàn dây – Max Martin, Ilya Salmanzadeh, Mattias Bylund
- Violin – Mattias Johansson
- Cello – David Bukovinsky
- Bộ dây – Mattias Bylund

## Xếp hạng
| Bảng xếp hạng (2019)                   | Vị trí cao nhất |
| -------------------------------------- | --------------- |
| Anh Quốc Download (OCC)                | 54              |
| Anh Quốc Streaming (OCC)               | 12              |
| Bồ Đào Nha (AFP)                       | 22              |
| Canada (Canadian Hot 100)              | 22              |
| Cộng hòa Séc (Singles Digitál Top 100) | 19              |
| Đan Mạch (Tracklisten)                 | 30              |
| Đức (GfK)                              | 52              |
| Hà Lan (Single Top 100)                | 43              |
| Hoa Kỳ Billboard Hot 100               | 27              |
| Hungary (Single Top 40)                | 40              |
| Hungary (Stream Top 40)                | 9               |
| Hy Lạp (IFPI)                          | 8               |
| Ireland (IRMA)                         | 13              |
| Latvia (LAIPA)                         | 14              |
| Litva (AGATA)                          | 7               |
| Pháp (SNEP)                            | 105             |
| Scotland (OCC)                         | 62              |
| Singapore (RIAS)                       | 24              |
| Slovakia (Singles Digitál Top 100)     | 9               |
| Tây Ban Nha (PROMUSICAE)               | 66              |
| Thụy Điển (Sverigetopplistan)          | 41              |
| Úc (ARIA)                              | 21              |